# Rudolf Deyl młodszy
 Rudolf Deyl młodszy  (ur. 6 lipca 1912 w Pradze, zm. 21 listopada 1967 tamże) – czeski aktor; syn Rudolfa Deyla starszego.

## Biogram
Doświadczenia aktorskie zdobył w teatrach Akropolis, w Brnie i Ostrawie oraz w praskiej Uranii. W latach 1945–1948 członek praskiego Teatru 5 maja. Potem Divadlo filmového studia, Divadlo čs. armády, Divadlo ABC i Městská divadla pražská (od 1959).
W latach 50. obsadzano go w schematycznych rolach pozytywnych bohaterów. Później udało mu się rozwinąć sztukę charakteryzacji postaci, np. w sztukach Vratislava Blažeka (Příliš štědrý večer, 1960; Třetí přání, 1963), Nikołaja Gogola (Ożenek, 1963) i Romain Rollanda (Hra o lásce a smrti, 1964).

## Filmografia
- Jan Cimbura (1941)
- Uloupená hranice (1947)
- Alena (1947)
- Expres z Norimberka (1953)
- Severní přístav (1954)
- Góra tajemnic (Větrná hora) (1956)
- Hrátky s čertem (1956)
- Lidé jako ty (1960)
- Kde alibi nestačí (1961)
- Ikaria XB 1 (Ikarie XB 1) (1963)
- Hvězda zvaná Pelyněk (1964)
- Lemoniadowy Joe (Limonádový Joe) (1964)
- Upiór z Morrisville (Fantom Morrisvillu) (1966)
- Dědeček, Kylián a já (1966)
- Ukradená vzducholoď (1967)
- Šíleně smutná princezna (1968)

## Role telewizyjne
- serial Tři chlapi v chalupě (1962)
- film Lucerna (1967)